# Torsten Gullberg
Torsten Iwanowitsch Gullberg, född 16 augusti 1884 i Oskarshamn, död 11 december 1948 i Kungsholm, Stockholm, var en svensk journalist och flygare.
Han var son till redaktör Gustaf Gullberg och Josefina Johannesén samt från 1912 gift med Elsa Svensson. Gullberg studerade vid Palmgrenska samskolan i Stockholm, Malmö högre allmänna läroverk, Lunds högre allmänna läroverk och Stockholms samgymnasium. Han flygutbildades vid Thulins flygskola på Ljungbyhed 1917 och erhöll svenskt flygcertifikat nr 102 . Han arbetade en kortare tid under hösten 1904 vid Oskarshamns-Tidningen som följdes av kortare vikariat vid Blekinge Läns Tidning våren 1905, Helsingborgs Dagblad  hösten 1905 och ett sommarvikariat vid Öresunds-Posten 1906. Han anställdes som Stockholms-Tidningens korrespondent i Malmö under hösten 1906 men förflyttades först till Berlin 1907 och senare London 1908 för att slutligen arbeta vid tidningens redaktion i Stockholm fram till 1913. Han var redaktör vid Veckojournalen från 1913 och medarbetare i Dagens Nyheter 1914-1917. Han bedrev vid sidan av sitt journalistarbete affärsverksamhet inom flyg- och fastighetsmarknaden. Han var styrelseledamot i Kungliga Svenska Aeronautiska Sällskapet 1909—1921 med två korta avbrott och generalsekreterare i Nordiska flygkonferensen 1918 samt sekreterare i Statens lufttrafikkommitté 1919—1921.Han skrev artiklar i Illustrerad veckojournal men medverkade även i andra tidskrifter under signaturerna Sten Berg,
Claudius, Parpignol, Notarius, Peter Flygare och T. G-g. Under eget namn utgav han 1929 boken Svenska vingar, pioniärskedet 1900-1930.